# ایان وادسورث
ایان وادسورث (انگلیسی: Ian Wadsworth؛ زادهٔ ۲۴ سپتامبر ۱۹۶۶) بازیکن فوتبال اهل بریتانیا است.
از باشگاه‌هایی که در آن بازی کرده‌است می‌توان به باشگاه فوتبال دونکستر راورز و باشگاه فوتبال هادرزفیلد تاون اشاره کرد.